# Euphrasia
Euphrasia (ojo brillante) es un género  de plantas herbáceas pertenecientes a la familia Orobanchaceae, con una distribución cosmopolita. Son semi-parásitas en las hierbas.  Comprende 602 especies descritas y de estas, solo 241 aceptadas.

## Fitoquímica

### Perfil lipídico
Se han identificado perfiles lipídicos en E. rostkoviana de ácidos grasos, los cuales consisten en los ácidos mirístico, pentadecanoico, palmítico, margárico, linoleico, ácido linolénico, esteárico, cis-11-eicosenoico y docosahexaenoico. También se reportaron colesterol y β-sitosterol.
Se han reportado una serie de lípidos característicos con relevancia quimiotaxonómica de este género llamados eufrasianinas, que constan de 3O acetil 1O β-hidroxialcanoil gliceroles:

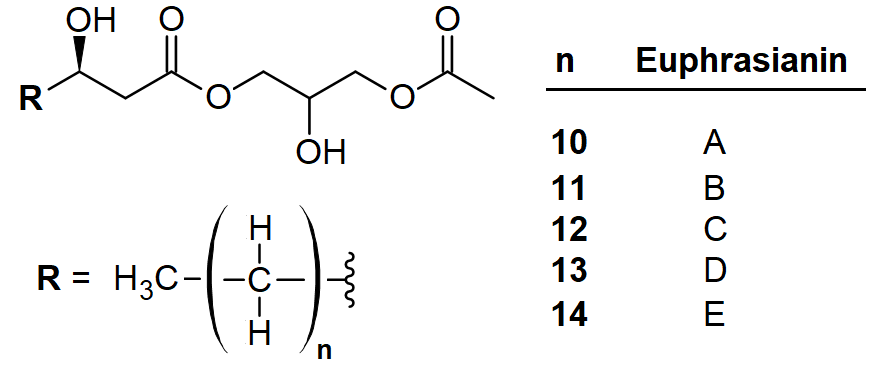
Eufrasianinas A - E

### Fenoles
Se han identificado ácido clorogénico, ácido ferúlico, ácido cafeico; se identificaron los flavonoides apigenina, luteolina, diosmetina, cinarósido y cosmosiina
.

### Iridoides
Las plantas del género Euphrasia producen iridoides tales como la aucubina, eufrasina de E. pectinata, el eufrósido de E. salisburgensis y el eurostósido de E. rostkoviana.
|           |           |             |
| Eufrasina | Eufrósido | Eurostósido |

## Usos
Se utiliza un extracto de la planta en los remedios homeopáticos para los ojos rojos.

## Taxonomía
El género fue descrito por Carlos Linneo y publicado en Species Plantarum 2: 604. 1753.  La especie tipo es: Euphrasia officinalis L. 

## Algunas especies
- Euphrasia alpina
- Euphrasia azorica
- Euphrasia hirtella
- Euphrasia kerneri
- Euphrasia micrantha
- Euphrasia minima
- Euphrasia montana
- Euphrasia nemorosa
- Euphrasia officinalis
- Euphrasia parviflora
- Euphrasia pectinata
- Euphrasia picta
- Euphrasia pseudokerneri
- Euphrasia pulchella
- Euphrasia rostkoviana, sinónimo de Euphrasia officinalis.
- Euphrasia salisburgensis
- Euphrasia stricta
- Euphrasia tatrica
- Euphrasia tetraquetra
- Euphrasia versicolor

## Literatura
- Hans Christian Weber: Parasitismus von Blütenpflanzen. Wissenschaftliche Buchgesellschaft, Darmstadt 1993, [ISBN 3-534-10529-X] (alemán)
- Hans Christian Weber: Schmarotzer: Pflanzen, die von anderen leben. Belser, Stuttgart 1978, [ISBN 3-7630-1834-4] (alemán)

- Datos: Q158977
- Multimedia: Euphrasia / Q158977
- Especies: Euphrasia